# Маковичи (Могилёвская область)
Ма́ковичи (бел. Макавічы) — деревня в составе Калатичского сельсовета Глусского района Могилёвской области Республики Беларусь.

## Население
- 1999 год — 233 человека
- 2009 год — 164 человека